# 닥터 둠
닥터 둠(Doctor Doom) 또는 라트베리아의 빅터 폰 둠(Victor von Doom of Latveria)은 마블 코믹스의 출판물의 등장인물이다. 집시 출신의 마녀 신시아 폰 둠(Cynthia Von Doom)의 아들로 태어난, 닥터 둠은 판타스틱 4에서의 아크에너미이자 슈퍼빌런이고 가상의 국가 라트베리아의 지도자이다. 그는 발명가와 마법사로서 둘다 재능이 있다. 그의 주요 상대는 판타스틱 4였으며, 스파이더맨, 닥터 스트레인지, 어벤저스, 엑스맨, 퍼니셔, 블레이드, 아이언맨, 캡틴 아메리카 그리고 실버 서퍼 등의 상대들과도 자주 싸웠다.
닥터 둠은 마블의 작품으로 비디오 게임, 영화, 애니메이션 TV 프로그램, 그리고 트레이딩 카드, 액션 피겨 같은 상품에서도 출연하였다. 미국 만화 잡지사 위저드가 선정한 "역대 최고의 빌런 100위"중에서 4위를 하였고, 또한 미국 웹사이트 IGN이 선정한 "역대 코믹스 최고의 빌런" 100위 중에서 3위를 기록하였다.

## 출판 역사
작가이자 편집자인 스탠 리와 만화 작가이자 공동 플로터인 잭 커비에 의해 만들어졌고, 1962년 7월 판타스틱 4 #5 편에서 그의 트레이드 마크인 금속 마스크와 녹색 망토를 걸친 모습으로 처음으로 등장하였다.

### 창작과 기획
많은 마블사의 실버 에이지의 캐릭터들처럼, 작가 스탠 리와 그림 작가 잭 커비에 의해 만들어졌다. 판타스틱 4 타이틀에서 스탠 리와 잭 커비는 "흥미진진하고, 강력하고 센세이셔널한 새로운 빌런"을 만드려고 하였다. 그래서 어울리는 이름을 찾던 도중에, 스탠 리는 "위험함이 함축되면서, 간단하고 멋진 모든걸 표현 할 수 있어서"라는 이유로 ""닥터 둠"이라는 이름에 꽂히게 되었다고 한다.
출판이 밀려들었기에, 이 캐릭터는 Fantastic Four Annual #2까지 전체적인 기원에 대한 이야기가 주어지지 않았고, 닥터 둠이 처음으로 등장한지 2년만에 그의 기원에 대한 이야기가 주어졌다.

## 담당 배우

### 영화
- 판타스틱 포(1994) - 조지프 컬프
- 판타스틱 4(2005) - 줄리언 맥마흔
  - 판타스틱 4: 실버 서퍼의 위협(2007) - 줄리언 맥마흔
- 판타스틱 4(2015) - 토비 케벨
- 어벤져스: 둠스데이(2026) - 로버트 다우니 주니어
  - 어벤져스: 시크릿 워즈(2027) - 로버트 다우니 주니어

## 담당 성우

### TV 애니메이션
- 판타스틱 포(1967) - 조지프 시롤라
- 판타스틱 포(1994) - 닐 로스(시즌1), 사이먼 템플먼(시즌2)
  - 인크레더블(1996) - 사이먼 템플먼
- 스파이더맨(1994) - 톰 케인
- 판타스틱 포: 세계 최고의 영웅들(2006) - 폴 돕슨
- 슈퍼 히어로 스쿼드 쇼(2009) - 찰리 애들러
- 아이언맨: 아머드 어드벤처(2009) - 크리스토퍼 브리튼
- 어벤저스: 지구 최강의 영웅들(2010) - 렉스 랭
- 얼티밋 스파이더맨(2012) - 모리스 라마시
  - 어벤저스 어셈블(2013) - 모리스 라마시
  - 헐크와 스매쉬 요원들(2013) - 모리스 라마시

### 비디오 게임
- 판타스틱 4(2005) - 줄리언 맥마흔
- 마블 얼티밋 얼라이언스(2006) - 클라이브 레빌
- 판타스틱 4: 실버 서퍼의 위협(2007) - 기디언 에머리
- 마블 슈퍼 히어로 스쿼드 쇼(2009) - 찰리 애들러
- 마블 히어로즈(2013) - 렉스 랭
- 레고 마블 슈퍼 히어로즈(2013) - 프레드 태터쇼어